# Alopecoenas erythropterus
Alopecoenas erythropterus е вид птица от семейство Гълъбови (Columbidae). Видът е критично застрашен от изчезване.

## Разпространение
Видът е разпространен във Френска Полинезия.